# Shermanbury
Shermanbury est un village et une paroisse civile situé dans le district de Horsham, dans le Sussex de l'Ouest dans le Sud de l'Angleterre.
Il se trouve au bord du fleuve Adur.

## Source
- (en) Cet article est partiellement ou en totalité issu de l’article de Wikipédia en anglais intitulé « Shermanbury » (voir la liste des auteurs).